# Karel Neffe
Karel Neffe, född 6 juli 1948 i Prag i Tjeckien, död 13 februari 2020, var en tjeckoslovakisk roddare.
Han tog OS-brons i fyra utan styrman i samband med de olympiska roddtävlingarna 1972 i München.